# Blechum blechioides
Blechum blechioides là một loài thực vật có hoa trong họ Ô rô. Loài này được (Sw.) Hitchc. mô tả khoa học đầu tiên năm 1893.